# Austevollshella
Austevollshella o Austevoll es una localidad del municipio de Austevoll en la provincia de Hordaland, Noruega. Austevollshella se ubica en la costa sudeste de la isla de Hundvåko. El puente Austevoll, que conecta Hundvåko y Huftarøy, se ubica aquí. Se tiene constancia de la existencia del pueblo desde la Edad Media. La iglesia de Austevoll se tuvo su sede en la villa hasta 1890, cuando fue trasladada a Storebø.  Cien años después fue construida la capilla de Hundvåkøy.